# Крива кућа
Крива кућа (пољ. Krzywy dom) је популарно име тржног центра „Резидент“ (Rezydent) који се налази на северу Пољске, у граду Сопоту на обали Балтичког мора. Крива кућа је направљена у деконструктивистичком стилу и дело је пољског архитекте Шотиншчија Залеског, који је инспирацију за њу пронашао у илустрацијама за бајке које је цртао Јан Марћин Шанцер, као и у цртежима шведског уметника Пера Далберга, који живи у Сопоту. Зграда се протеже на 4.000 m² и најсликанија је зграда у Пољској. У саставу зграде налазе се ресторани, пабови и продавнице, а на трећем спрату се налази сопотско алтернативно позориште по имену CLASSIC. Најпознатији бар је Wonky Pub.